# Južnokorejska aeronautička i svemirska agencija
Južnokorejska aeronautička i svemirska agencija ili KARI (engl. Korea Aerospace Research Institute) osnovana je 1981. s ciljem razvoja svemirske tehnologije. Glavni laboratoriji smješteni su u Daejeonu, u znanstvenom gradu Daedeok, glavna suborbitalna lansirna baza je Anhueng, a proračun KARI-a iznosio je 2003. oko 150 milijuna američkih dolara. KARI je 1990. počeo razvijati svoje vlastite rakete, što je rezultiralo nastankom prvih jednostupanjskih i dvostupanjskih južnokorejskih sounding raketa KSR-I i KSR-II, ponajviše korištenim za mjerenje distribucije ozonskog sloja u stratosferi. Krajem 1997., KARI je započeo razvoj prvog južnokorejskog raketnog motora na tekuće gorivo (tekući kisik i kerozin) i suborbitalne rakete KSR-III, s ciljem razvoja testne podloge za buduće svemirsko lansirno vozilo. Raketa je pokusno lansirana 2002.

## Povijest
Prva iskustva sa suvremenom raketnom tehnologijom Južna Koreja je stekla putem projektila dobivenih od SAD-a radi suprotstavljanja Sjevernoj Koreji. Bili su to uglavnom američki taktički projektili (kratkog dometa) Honest John (dometa oko 50 km) i Nike Hercules (dometa oko 150 km). Do 1990. godine Južna Koreja je razvila neovisnu proizvodnju raketnih motora na kruto gorivo mase do 1 tone. Dodavanjem jednog takvog velikog boostera i modificiranog sustava navođenja projektilu Nike-Hercules povećan je domet na oko 400 km.
Južnokorejska aeronautička i svemirska agencija ili KARI (engl. Korea Aerospace Research Institute) osnovana je 1981. s ciljem razvoja svemirske tehnologije. Glavni laboratoriji smješteni su u Daejeonu, u znanstvenom gradu Daedeok, glavna suborbitalna lansirna baza je Anhueng, a proračun KARI-a iznosio je 2003. oko 150 milijuna američkih dolara. KARI je 1990. počeo razvijati svoje vlastite rakete, što je rezultiralo nastankom prvih jednostupanjskih i dvostupanjskih južnokorejskih sounding raketa KSR-I i KSR-II, ponajviše korištenim za mjerenje distribucije ozonskog sloja u stratosferi. Krajem 1997., KARI je započeo razvoj prvog južnokorejskog raketnog motora na tekuće gorivo (tekući kisik i kerozin) i suborbitalne rakete KSR-III, s ciljem razvoja testne podloge za buduće svemirsko lansirno vozilo. Raketa je pokusno lansirana 2002.
Za 2005. bilo je planirano dovršiti razvoj i lansirati prvo južnokorejsko svemirsko lansirno vozilo KSLV-1, s ciljem ispunjenja minimalnih uvjeta za jedan takav pothvat, ali je u međuvremenu južnokorejska vlada donijela odluku da do 2015. želi vidjeti Južnu Koreju među prvih 10 svjetskih svemirskih sila, pa je program preusmjeren na mnogo viši stupanj. Kako bi u tome uspjela, Južna Koreja je 2004. godine pokrenula snažnu suradnju s Rusijom i u tu svrhu pokrenula projekte vrijedne nekoliko milijardi dolara. Na temelju ruskog lansirnog vozila Angara, KARI razvija novo korejsko svemirsko lansirno vozilo (KSLV) i novi korejski svemirski centar Goheung. Prvo lansiranje je očekivano oko 2007., a dovršenje cjelokupnog projekta do 2015. Osim toga, u listopadu 2005., dogovoreno je da će Rusija trenirati i zajedno s ruskim kozmonautima u svemir lansirati prvog korejskog astronauta.
Usprkos činjenici da još uvijek ne posjeduje svoje vlastito lansirno vozilo, KARI je u suradnji s drugim korejskim institutima i poduzećima već razvio i uz pomoć inozemnih svemirskih agencija (ESA, NASA, COSPAR) lansirao nekoliko eksperimentalnih mikrosatelita (Kitsat, Oscar, STSat), te komunikacijskih i promatračkih satelita u niskoj i geostacionarnoj orbiti (KOMPSAT, Koreasat). Osim razvoja sounding raketa, lansirnih vozila i satelita, KARI također razvija i bespilotne zrakoplove (UAV), visokoatmosferske balone, te radi na projektu razvoja višenamjenskog helikoptera nove generacije.